# Cerkiew Wniebowstąpienia Pańskiego w Ucianie
Cerkiew Wniebowstąpienia Pańskiego – cerkiew prawosławna w Ucianie, urządzona w obiekcie pełniącym wcześniej funkcję domu parafialnego przy nieistniejącej cerkwi św. Sergiusza z Radoneża. 
Budynek cerkwi jest dwukondygnacyjnym obiektem pełniącym w przeszłości funkcje mieszkalne i administracyjne. W 1947 obiekt ten został znacjonalizowany przez władze stalinowskie, swoją siedzibę miała w nim m.in. wojskowa komisja poborowa. Na prośbę społeczności prawosławnej, pozbawionej własnej cerkwi od 1941, obiekt został jej przekazany na cele kultu w 1989. Urządzanie pomieszczenia dostosowanego do wymogów liturgii prawosławnej trwało jeszcze kilka lat. Dla podkreślenia nowej funkcji obiektu w centralnym miejscu jego dachu została dobudowana niewielka cebulasta kopuła. Jednorzędowy ikonostas został przeniesiony do Uciany w 1999 z nieużywanej cerkwi św. Mikołaja w Użpolach i poddany niezbędnej konserwacji. Z cerkwi w Michnowie przeniesione zostały zabytkowe chorągwie. Poza tym na wyposażeniu cerkwi jest kilka dodatkowych ikon w ozdobnych kiotach.